# Metropolia di Mosca

Mappa dell'oblast' di Mosca.

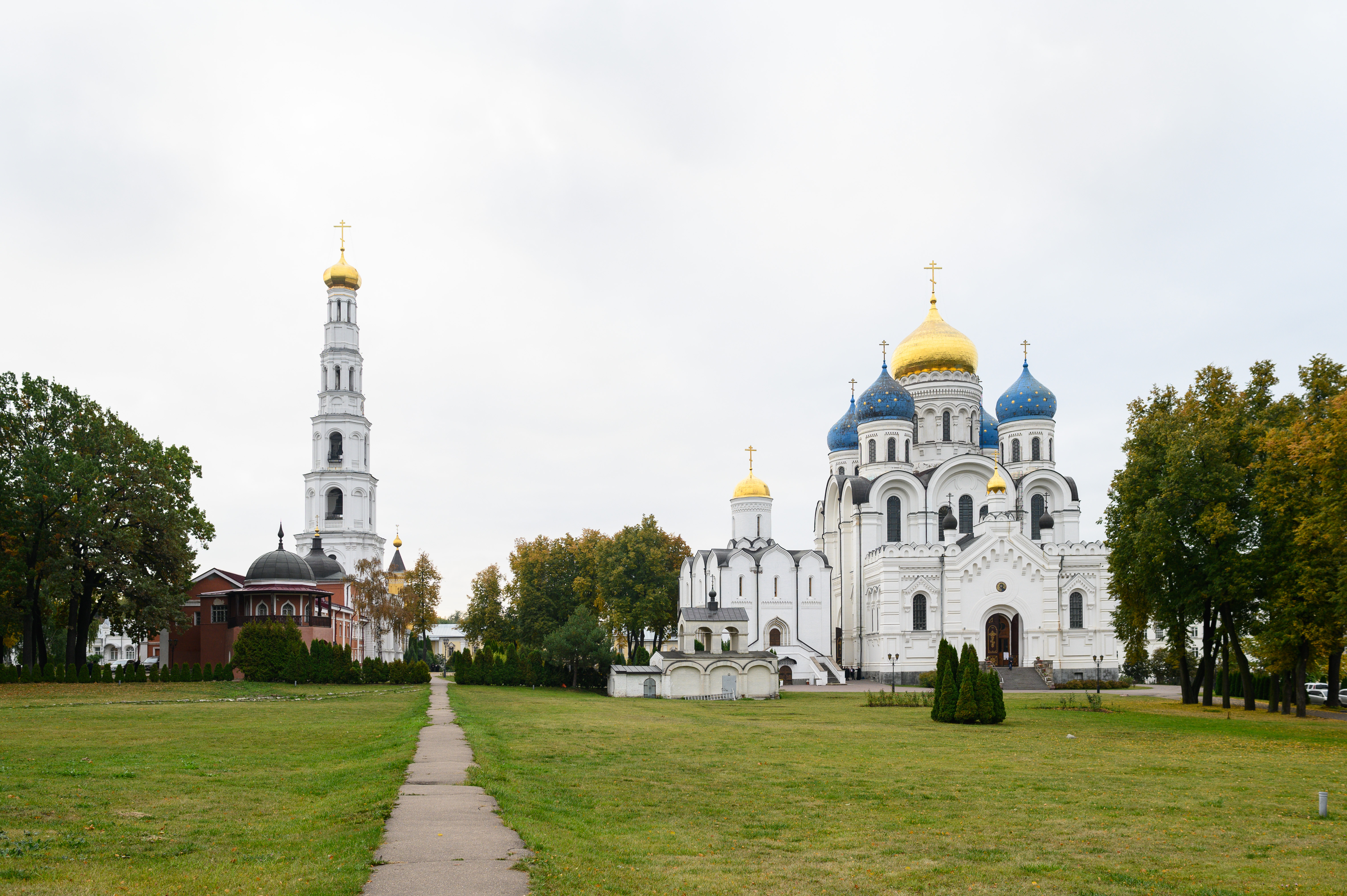
Il monastero stauropegiale di San Nicola di Ugresha a Dzeržinskij, sede del metropolita di Mosca.

La metropolia di Mosca (in russo Московская митрополия?) è una delle province ecclesiastiche che costituiscono la Chiesa ortodossa russa.
Istituita dal Santo Sinodo il 13 aprile 2021, comprende l'intera oblast' di Mosca nel circondario federale centrale.
È costituita da 5 eparchie:
- Eparchia di Kolomna
- Eparchia di Balašicha
- Eparchia di Odincovo
- Eparchia di Podol'sk
- Eparchia di Sergiev Posad

L'eparchia di Mosca, in quanto sede propria del patriarca, non appartiene a questa metropolia, ma mantiene la sua autonomia giurisdizionale e ecclesiastica.
Sede della metropolia è il monastero di San Nicola di Ugresha a Dzeržinskij. Il metropolita ha il titolo di "Metropolita di Krutitsy e Kolomna".